# Chrysopilus ditissimis
Chrysopilus ditissimis är en tvåvingeart som beskrevs av Mario Bezzi 1912. Chrysopilus ditissimis ingår i släktet Chrysopilus och familjen snäppflugor. Inga underarter finns listade i Catalogue of Life.